# 临沧崖爬藤
临沧崖爬藤（学名：Tetrastigma lincangense）是葡萄科崖爬藤属的植物。分布于中国大陆的云南等地，生长于海拔1,300米至1,150米的地区，多生长在林中，目前尚未由人工引种栽培。

## 异名
- Tetrastigma crassipes auct. non Planch.